# Realtech

Firmensitz der REALTECH AG in Leimen (Baden)

Die Realtech AG (Eigenschreibweise: REALTECH AG) ist ein Anbieter von Software für die Prozessautomatisierung im SAP- und Non-SAP-Umfeld.
Firmensitz des Unternehmens ist Leimen (Baden), der Handelsregistersitz verbleibt weiterhin in Walldorf (Baden). Ein weiterer Standort des Unternehmens befindet sich in Neuseeland.

## Geschichte

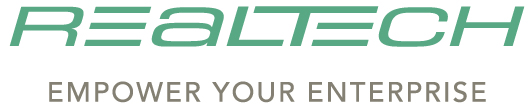
Aktuelles Logo

Das Unternehmen wurde 1994 von den ehemaligen SAP-Mitarbeitern Rainer Schmidt, Peter Stier, Daniele Di Croce und Markus Adam in Walldorf gegründet. Bis 1998 folgten weitere Unternehmensgründungen, u. a. in den USA, Italien, Australien und Neuseeland. REALTECH kooperiert seit 1994 in Support- und Entwicklungsprojekten mit SAP.
1999 ging die Realtech AG im Börsensegment Neuer Markt an die Börse und gehörte von 1. Juli 1999 bis 20. März 2000 dessen Auswahlindex NEMAX 50 an. Ebenfalls 1999 wurden Niederlassungen in Ratingen, München und Hamburg eröffnet.
2015 entstand die Realtech Deutschland GmbH durch die Verschmelzung der Gesellschaften Realtech Consulting GmbH, Realtech Software Products GmbH sowie Realtech Services GmbH. Inhaltlich richtete sich das Unternehmen im Zuge der Neuorganisation auf das Thema Enterprise Service Management aus.
2016 sieht eine Studie des unabhängigen Forschungs- und Beratungsinstitutes Research in Action Realtech auf Platz 4 der deutschen Anbieter von Lösungen für das IT und Enterprise Service Management.

2018 wurden zur Vereinfachung interner Strukturen die deutschen Tochtergesellschaften auf die Realtech AG verschmolzen.

## Portfolio
Das Portfolio von Realtech umfasst Software für die Bereiche Service Management, ITSM und SAP. Ein wesentlicher Schwerpunkt des Angebots liegt auf der Automatisierung, Optimierung und Integration von IT- und Geschäftsprozessen.
Themenschwerpunkte:
- IT Service Management (SmartITSM)
- Software für das Change und Release Management von SAP-Systemen (SmartChange)
- Configuration Management Database (SmartCMDB)